# آلنیا اروماکی
آلنیا اروماکی (انگلیسی: Alenia Aermacchi) شرکت هوافضای ایتالیایی است، که در سال ۲۰۱۲ تأسیس شد.